# كورت برنارد (لاعب كرة قاعدة)
كورت برنارد (بالإنجليزية: Curt Bernard) هو لاعب كرة قاعدة أمريكي، ولد في 18 فبراير 1878 في باركرسبورغ في الولايات المتحدة، وتوفي في 10 أبريل 1955 في كولفر سيتي في الولايات المتحدة.

## وصلات خارجية
- كورت برنارد على موقعبيزبول رفرنس.كوم (الدوري الرئيسي) (الإنجليزية)
- كورت برنارد على موقعبيزبول رفرنس.كوم (الدوري الثانوي) (الإنجليزية)